# Oberliga niemiecka w piłce nożnej mężczyzn
Oberliga – piąta w hierarchii liga w systemie rozgrywek piłki nożnej w Niemczech, która składa się z 10 grup. Jest to odpowiednik polskiej IV ligi. Pomiędzy 1945 a 1963 (utworzenie Bundesligi) Oberliga była niemiecką ekstraklasą piłkarską. Mistrzów Niemiec wyłaniano do 1951 systemem pucharowym, od 1951 do 1963 w dwóch grupach i finale.
Grupy w Oberlidze od sezonu 2008/2009:
- Północny wschód
- Nadrenia Północna-Westfalia
- Południowy zachód
- Hesja
- Badenia-Wirtembergia
- Bawaria
- Dolna Saksonia
- Hamburg
- Szlezwik-Holsztyn
- Brema

Do 6 ligi niemieckiej (Landesliga/Verbandsliga) spada od 1 do 8 zespołów w zależności ile drużyn gra w grupie. 6 liga to 27 grup i przeważnie dana Landesliga/Verbandsliga pokrywa większość landów.

## Mistrzowie Oberlig 1945–1963
| Sezon | Północ       | Zachód            | Południowy zachód    | Południe            | Berlin                 |
| ----- | ------------ | ----------------- | -------------------- | ------------------- | ---------------------- |
| 1946  | –            | –                 | 1. FC Saarbrücken    | VfB Stuttgart       | SG Wilmersdorf         |
| 1947  | –            | –                 | 1. FC Kaiserslautern | 1. FC Nürnberg      | SG Charlottenburg      |
| 1948  | Hamburger SV | Borussia Dortmund | 1. FC Kaiserslautern | 1. FC Nürnberg      | Union Oberschöneweide  |
| 1949  | Hamburger SV | Borussia Dortmund | 1. FC Kaiserslautern | Kickers Offenbach   | Berliner SV 92         |
| 1950  | Hamburger SV | Borussia Dortmund | 1. FC Kaiserslautern | SpVgg Fürth         | Tennis Borussia Berlin |
| 1951  | Hamburger SV | FC Schalke 04     | 1. FC Kaiserslautern | 1. FC Nürnberg      | Tennis Borussia Berlin |
| 1952  | Hamburger SV | Rot-Weiss Essen   | 1. FC Saarbrücken    | VfB Stuttgart       | Tennis Borussia Berlin |
| 1953  | Hamburger SV | Borussia Dortmund | 1. FC Kaiserslautern | Eintracht Frankfurt | SC Union 06 Berlin     |
| 1954  | Hannover 96  | 1. FC Köln        | 1. FC Kaiserslautern | VfB Stuttgart       | Berliner SV 92         |
| 1955  | Hamburger SV | Rot-Weiss Essen   | 1. FC Kaiserslautern | Kickers Offenbach   | BFC Viktoria 1889      |
| 1956  | Hamburger SV | Borussia Dortmund | 1. FC Kaiserslautern | Karlsruher SC       | BFC Viktoria 1889      |
| 1957  | Hamburger SV | Borussia Dortmund | 1. FC Kaiserslautern | 1. FC Nürnberg      | Hertha BSC             |
| 1958  | Hamburger SV | FC Schalke 04     | FK Pirmasens         | Karlsruher SC       | Tennis Borussia Berlin |
| 1959  | Hamburger SV | Westfalia Herne   | FK Pirmasens         | Eintracht Frankfurt | Tasmania 1900 Berlin   |
| 1960  | Hamburger SV | 1. FC Köln        | FK Pirmasens         | Karlsruher SC       | Tasmania 1900 Berlin   |
| 1961  | Hamburger SV | 1. FC Köln        | 1. FC Saarbrücken    | 1. FC Nürnberg      | Hertha BSC             |
| 1962  | Hamburger SV | 1. FC Köln        | Borussia Neunkirchen | 1. FC Nürnberg      | Tasmania 1900 Berlin   |
| 1963  | Hamburger SV | 1. FC Köln        | 1. FC Kaiserslautern | TSV 1860 Monachium  | Hertha BSC             |

Na północy i zachodzie Niemiec 1945–1947 Bezirksmeisterschaftsliga